# Igor Boev

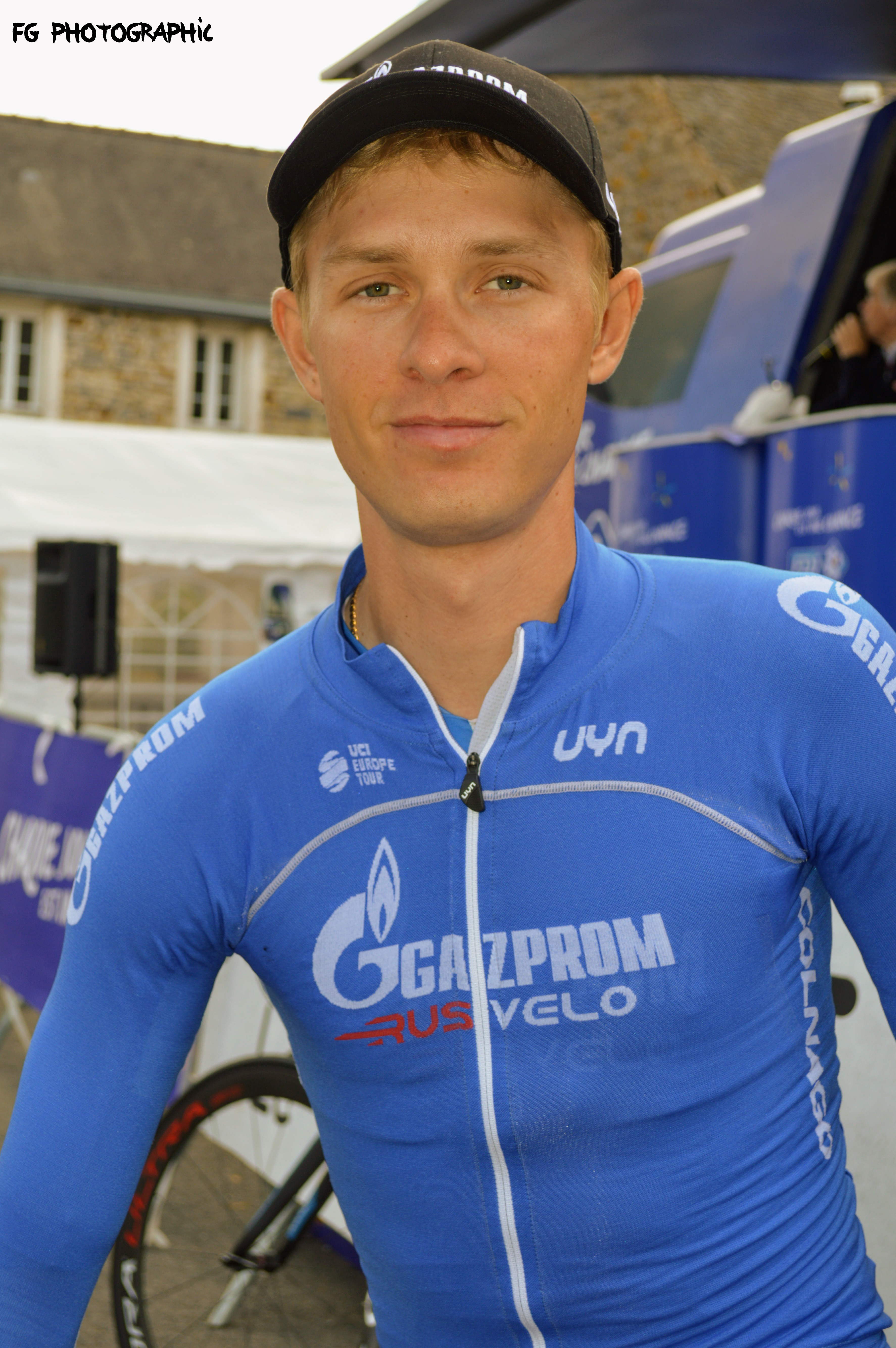
Igor BOEV - Juin 2019

Igor Boev,  né le 22 novembre 1989 à Voronej, est un coureur cycliste russe.

## Biographie

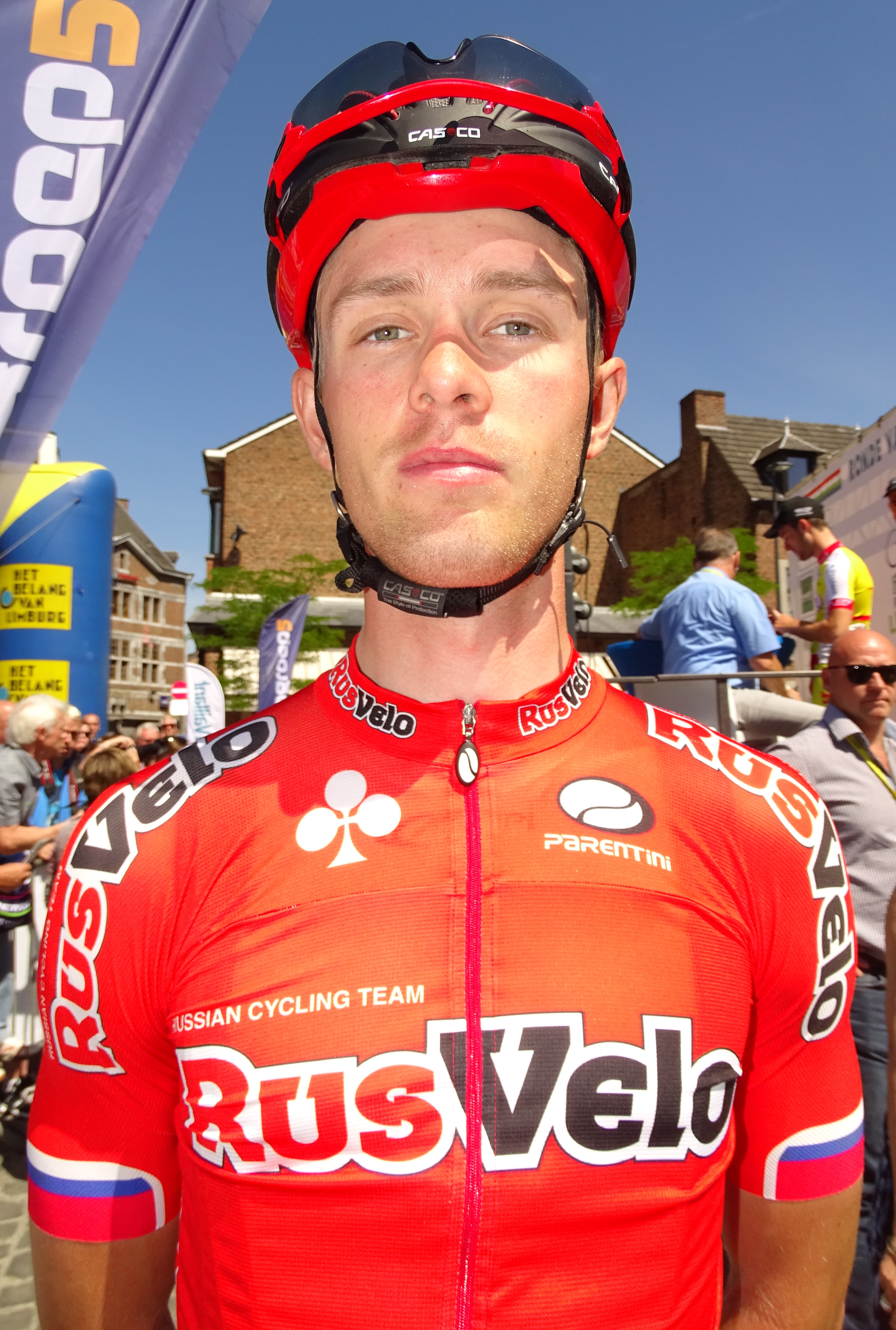
Igor Boev lors du départ du Tour du Limbourg 2015 à Tongres.

### Repères biographiques
Igor Boev commence le cyclisme à l'âge de 13 ans. Rapidement, il souhaite donner une place importante à son sport favori et poursuivre une carrière professionnelle. Il suit en 2007 des études à l'Université d'État de Chtchiolkovo, dans la région de Moscou, où il découvre le métier de cycliste sur route. Devenu athlète qualifié en 2010, il entame une formation à l'Université d'État de Voronej axée sur la culture physique et des sports. Marié à Alina, il détient un passeport militaire obtenu après son service en 2014. 
Parvenant à combiner études et compétitions sur le sol russe et à l'étranger, il signe en 2012 avec la formation continentale Itera-Katusha pour une saison. Ce transfert est la concrétisation pour le coureur russe, car Itera-Katusha n'est autre que la réserve de la formation WorldTour Katusha.

### Une saison 2012 prolifique avec Itera-Katusha
Boev et son équipe connaissent une saison 2012 particulièrement fructueuse, avec plusieurs succès sur le sol français en début de saison. Il est l'un des hommes forts de la structure dirigée par Piotr Ugrumov, décrochant dès avril la classique de Nogent-sur-Oise au sprint. Doté d'une bonne pointe de vitesse, il règle dix jours plus tard un autre sprint massif au Tour du Loir-et-Cher et accompagne son équipier Andrei Solomennikov à la victoire au classement général. En mai, il s'impose sur le sol moscovite lors de la Mayor Cup, puis à l'occasion des Cinq anneaux de Moscou. Il signe en août un contrat de deux ans avec la structure continentale professionnelle RusVelo, où il bénéficie d'un rôle protégé dans les arrivées massives.

### L'échelon supérieur avec RusVelo/Gazprom
Désormais à l'échelon supérieur, il passe une saison 2013 plus laborieuse, ses meilleurs résultats n'intervenant que sur le sol russe, lors du Grand Prix d'Adyguée, terminant cinquième, quatrième et troisième d'étape. En revanche, Boev et son équipe assoient leur domination sur les courses russes classées UCI dès l'année suivante. Il compte quatre succès à l'issue de sa deuxième saison avec la structure dirigée par Renat Khamidulin, qui termine elle avec vingt-quatre victoires. Ses bonnes performances en tant que finisseur et équipier modèle lui assurent un contrat pour la saison 2015. 
En 2016, l'équipe est renommée Gazprom-RusVelo. Le calendrier de l'équipe devient plus prestigieux, mais également plus concurrentiel. Il ne remporte plus aucune course et se contente de places d'honneur dans le top 10. Il participe néanmoins à plusieurs courses du World Tour et notamment à deux Tours de Lombardie (abandons en 2016 et 2017) et à Milan-San Remo 2018 (60e).
En février 2020, lors du Tour des Émirats arabes unis, il est avec son coéquipier Dmitry Strakhov l'un des coureurs positifs à la maladie à coronavirus 2019 qui entraîne l'annulation des deux dernières étapes,. En aout, il est sélectionné pour représenter son pays aux championnats d'Europe de cyclisme sur route organisés à Plouay dans le Morbihan. Il se classe quarante-huitième de la course en ligne.

## Palmarès

### Palmarès sur route
- 2007
  - 5e étape du Tour de la région de Łódź
- 2011
  - 3e étape du Memorial Viktor Kapitonov
  - 2e du Baltic Chain Tour
  - 2e du Memorial Viktor Kapitonov
- 2012
  -  Champion de Russie du critérium
  - Grand Prix de la ville de Nogent-sur-Oise
  - 3e étape du Circuit des Ardennes (contre-la-montre par équipes)
  - 2e étape du Tour du Loir-et-Cher
  - Mayor Cup
  - Cinq anneaux de Moscou
    - 3e étape
    - Classement général

  - 3e de la Roue tourangelle
- 2014
  - 2e et 5e étapes du Grand Prix d'Adyguée
  - 2e et 4e étapes des Cinq anneaux de Moscou
  - 2e étape du Tour du Caucase
  - 2e du Mémorial Oleg Dyachenko

### Classements mondiaux
| Année           | 2012 | 2013 | 2014 |
| --------------- | ---- | ---- | ---- |
| UCI Asia Tour   |      |      | 259e |
| UCI Europe Tour | 60e  | 997e | 137e |